# Hybrid
A Hybrid egy brit elektronikus zenekar, Mike Truman és Chris Healings alapította 1995-ben. Eredetileg Lee Mullin is tag volt, de később elváltak útjaik. Első albumuk 1999-ben jelent meg, ekkor váltak ismertté. 2010-ben az együttes újabb taggal bővült, Charlotte James énekesnővel és dalszövegíróval. Jelenlegi felállását 2015-ben érte el, amikor az egyik alapító tag, Chris Healings kilépett az együttesből, hogy szóló DJ és hangdizájner karrierjére koncentrálhasson. Elsősorban breakbeat és progresszív house stílusúak, de közel áll hozzájuk a trance is.

## Történelem
A Hybrid első albuma 1999. szeptember 12-én jelent meg Wide Angle címmel. Elkészülésében  a moszkvai Russian Federal Orchestra segédkezett, öt dalban pedig Julee Cruise vokálozott. 2000 júniusában az albumot bónusz dalokkal bővítették.
Második albumukat, amely a Morning Sci-fi címet viselte, 2003. szeptember 15-én adták ki. Az albumon Adam Taylor, John Creamer és Kirsty Hawkshaw vokálozik, valamint Tim Hutton és Peter Hook zenészek is segédkeztek. A Hybrid 2000-ben részt vett a Moby észak-amerikai turnéján, ami Morning Sci-fi DVD-különkiadásán szerepelt.
2006. szeptember 4-én jelent meg az I Choose Noise című album, amelyben Perry Farrell, John Graham, Judy Tzuke, Kirsty Hawkshaw vokáloztak, Peter Distefano, Martin Tillman, Peter Hook és Tom Greenwood zenéltek. 2007. március 8-án a Hybrid az I Choose Noise lemezbemutató turnéjára indult.
A negyedik album, a Disappear Here 2010. március 29-én érkezett, ebben már a Hybrid harmadik tagja, Charlotte James vokálozott, és a Prague Philharmonic Orchestra is részt vett az album készítésében.
Az egyik alapító tag, Chris Healings 2015-ben kilépett az együttesből, hogy szóló DJ és hangdizájner karrierjére koncentrálhasson.
Jelenleg az ötödik stúdióalbumon dolgoznak, amely eredetileg 2014 decemberében jelent volna meg, de sokat késik. 2017-ben megerősítették, hogy még ebben az évben meg fog jelenni.

## Diszkográfia

### Stúdió albumok
- Wide Angle (1999)
- Morning Sci-Fi (2003)
- I Choose Noise (2006)
- Disappear Here (2010)

### Remix albumok
- Remix and Additional Production by... (2001)
- Hybrid Remixed (2007)
- Soundsystem 01 (2008)

### Promók
- The Remix Collection (1996)
- Symphony (1996)
- Music from the Forthcoming Album Wide Angle (1998)
- Views from Wide Angle (1999)
- Scores (2005)

### Válogatáslemezek
- Hybrid Present: Y4K (2004)
- Classics (2012)

### Bootlegek
- Remix And Additional Production Unmixed Version 01 (2002)
- Hybrid Club Collection Mixed (2004)
- Hybrid 1000 Original Hits Unmixed Best Remixes (2004)
- Bootlegs (2005)